# Ohana
De term ʻohana vormt een element binnen de Hawaïaanse cultuur en betekent "familie" in de breedste zin van het woord. De familie kan zodoende slaan op bloedverwanten, adoptieve relaties of ander soorten relaties. Het benadrukt dat families één zijn en dat familieleden samen moeten werken en elkaar niet moeten vergeten. Het begrip ʻohana is vergelijkbaar met het Maori woord whānau.
Deze term werd in een groot deel van de wereld bekend toen de Disney-serie Lilo & Stitch werd uitgezonden. In deze tekenfilmserie werd dit begrip een belangrijk onderdeel van de plot. In werkelijkheid beperkt ʻohana zich enkel tot bloedverwanten en wordt het woord hui gebruikt voor ander soort relaties. 
Het woord ʻohana wordt voorafgegaan door een ʻokina, een teken dat een glottisslag aangeeft in het Hawaïaans.